# Karibasjön
För andra betydelser, se Kariba (olika betydelser).
Karibasjön är en stor konstgjord sjö i Afrika. Den är en del av Zambezifloden och belägen på gränsen mellan Zimbabwe och Zambia. Sjön bildades 1959 vid tillkomsten av Karibadammen, som är en fördämning för en kraftstation som togs i bruk 1960.
Karibasjön är känd för sitt sprudlande djurliv. De djur man kan räkna med mest att se vid Karibasjön är afrikanska fiskörnar, skarvar och andra vattenfåglar, för i vattnet finns det mycket fisk. Den vanligaste fisken i Karibasjön är cikliden. Det är på grund av att man brände ner vegetationen innan man vattenfyllde sjön, som det har blivit ett sådant bra djurliv i Zimbabwes nationalsjö.
Som mest är Karibasjön 93 meter djup. Sjön är 280 km lång och upp till 40 kilometer bred, vilket tillsammans blir cirka 5 364 kvadratkilometer. Vattenvolymen uppskattas vara 180 000 000 000 kubikmeter. I sjön finns det flera öar, exempelvis Chete Island, Sekula och Chikanka.